# バートランド・サーレイ
バートランド・サーレイ（Bertrand Serlet、フランス語読みではベルトラン・セルレ、1960年生）は、フランス出身のソフトウェアエンジニアで、コンピュータサイエンス博士(パリ第11大学)。元Appleソフトウェアエンジニアリング担当上級副社長。渡米前はフランス国立情報学・自動制御研究所（INRIA）に勤務していた。

## キャリア
Apple入社前はXerox PARCに4年間在籍した。その後、1989年にNeXTに入社。1997年、NeXTが買収されたことによりAppleに入社。プラットフォームテクノロジー担当副社長を経て、2003年7月にアビー・テバニアンの後任としてソフトウェアエンジニアリング担当上級副社長となった。その職でMac OS X（10.4 Tiger、10.5 Leopard、10.6 Snow Leopard を含む）開発の中心人物の一人となった。
2011年3月23日、Appleを離れると発表、後任はMacソフトウェアエンジニアリング担当副社長(2011年当時)のクレイグ・フェデリギ。
2012年7月から、パラレルスの役員を務めた後、2015年にはクラウドデータセンター向けASICの開発会社Fungibleの共同創業者となった（もう一人はジュニパーネットワークスの創業者プラディープ・シンドゥ）。2023年1月にMicrosoftに買収され、Microsoftのソフトウェアエンジニアリング担当副社長となった。

## 備考
1. ↑  アップル、Mac OS X Server Snow Leopardを発表
2. ↑  Apple、Mac OS X Snow Leopardを8月28日に出荷
3. ↑  “After Steve Jobs: Apple's next CEO - Bertrand Serlet (8) - FORTUNE”. money.cnn.com. 2024年9月13日閲覧。
4. ↑  Bertrand Serletがソフトウェアエンジニアリング担当上級副社長に昇進
5. ↑  Bertrand Serlet to Leave Apple
6. ↑  Board of Directors Bertrand Serlet - Parallels
7. ↑  “Microsoft announces acquisition of Fungible to accelerate datacenter innovation” (英語). The Official Microsoft Blog (2023年1月9日). 2023年6月16日閲覧。
8. ↑  “組織図 Fungible”. The Official Board. 2023年6月16日閲覧。
9. ↑  Ventures, Battery (2017年2月7日). “Fungible Inc. Launches with $32.5 Million in Financing and a Plan to Revolutionize Cloud Data Centers”. GlobeNewswire News Room. 2019年5月8日閲覧。